# Facoltà di medicina (film)
Facoltà di medicina (Bad Medicine) è un film del 1985 con Steve Guttenberg e Julie Hagerty.